# Марио Перацоло
Марио Перацоло (на италиански: Mario Perazzolo) е италиански футболист, полузащитник.

## Кариера
По време на кариерата си Перацоло играе за Падова и Фиорентина, преди да премине в Дженоа, където прекарва голяма част от кариерата си. По-късно играе и за Бреша и Сиракуза. Подобно на много играчи, Марио Перацоло се преквалифицира. Започва кариерата си като защитник, позиция, на която играе в продължение на 5 години в Падова и 3 във Фиорентина. По-късно, той става централен полузащитник, където играе най-добрите си сезони за Дженоа. За националния отбор той играе на същата позиция като Джузепе Меаца, когато отборът спечелва олимпийската титла през 1936 г. Перацоло става и световен шампион през 1938 г.

## Отличия

### Отборни
Дженоа
- Копа Италия: 1937

### Международни
Италия
- Световно първенство по футбол: 1938